# Список журналов по лесному хозяйству
Список журналов по лесному хозяйству включает журналы и другие периодические издания, публикующие статьи по лесному хозяйству, лесоводству и другим вопросам, касающимся леса, распределенные по алфавиту.

## Л
- «Лесная индустрия» (с 2004)
- «Лесная новь» (с 1918) [1]
- «Лесная промышленность» (с 1921)
- «Лесное хозяйство» (с 1928)
- «Лесной журнал» (с 1833)[1][2]
- «Лесоведение» (с 1967)
- «Лесоведение и лесоводство» (реферативный журнал ВИНИТИ) (с 1962)
- «Лесоводство и агролесомелиорация» (с 1969, до 1972 — «Лесоводство и охрана природы») ВНИИ информации и технико-экономических исследований по сельскому хозяйству (ВНИИТЭИСХ, Москва).

## A
- «Agricultural and Forest Entomology» (Royal Entomological Society of London, с 1999)[3]
- «Allgemeine Forstzeitschrift» (ФРГ, Мюнхен, с 1946) [1]
- «Allgemeine Forstzeitung» (Австрия, Вена, с 1890)
- «American Forests» (США, Вашингтон, с 1898)
- «Annales des Sciences Forestieres» (Франция, Nancy, с 1923)
- «Australian Forest Industries Journal & Australian Logger» (Австралия, Сидней, с 1935)
- «Australian Forestry» (Австралия, Канберра, с 1936)

## B
- «Boletin del Servicio de Plagos Forestales» (Испания, Мадрид, с 1962) [1]
- «British Columbia Lumberman» (Канада, Ванкувер, с 1917)
- «Bulletin de la vulgarisation forestiere et ENTERCATEF» (Франция, Париж, с 1900)

## E
- «European Journal of Forest Research» (2004-2011, ранее в 1857-2003 выходил как «Forstwissenschaftliches Centralblatt»)[4]

## F
- «Forest Ecology and Management» (International Journal)[5]
- «Forest Industries» (США, Вашингтон, с 1873)
- «Forest Pathology» (с 1971)[6]
- «Forest Science» (США, Society of American Foresters, с 1955)[7]
- «Forestry» (Великобритания, Лондон, с 1927)
- «Forestry & British Timber» (Великобритания, Лондон, с 1972)
- «Forstzeitung» (Австрия, Вена, с 1883)[8]
- «Forestry Studies in China» (Китай, Beijing Forestry University, с 1992)[9]
- «Foret — Conservation» (Канада, Квебек, с 1939)
- «Forets de France et action forestiere» (Франция, Париж, с 1970)
- «Forstarchiv» (ФРГ, Ганновер, с 1925)

## J
- «Journal of Forest Research» (Япония, с 1996)[10]
- «Journal of Forestry» (США, Вашингтон, с 1902)[11]
- «Journal of Forestry Research» (с 1990)[12]
- «Journal of the Indian Academy of Wood Science» (Индия, Journal of The Indian Academy of Wood Science)[13]
- «Journal of Wood Science» (Япония, Japan Wood Research Society)[14]

## L
- «Las Polski» (Польша, Варшава, с 1921).
- «Les» (Братислава, с 1954) [1]
- «Les» (Любляна, с 1949)
- «Lesnicky casopis» (Братислава, с 1955)
- «Lesnistvi» (Прага, с 1955)
- «Lesnicka Prace» (Прага, с 1960)

## N
- «Northern Journal of Applied Forestry» (США, Society of American Foresters, с 1984)[15]

## Q
- «Quarterly Journal of Forestry» (Великобритания, Лондон, с 1906)

## R
- «Revista Forestal Venezolana» (Венесуэла, Universidad de Los Andes, с 1999)

## S
- «Schweizerische Zeit-schrift fur Forstwesen» (Швейцария, Цюрих, с 1849) [1]
- «Scientia Silvae» (Китай, Пекин, с 1955)
- «Silva Fennica» (Финляндия, Finnish Society of Forest Science, Finnish Forest Research Institute, с 1998)
- «Silviculture em Sao Paulo» (Бразилия, Сан-Паулу, с 1962)
- «Skogen» (Швеция, Стокгольм, с 1911)
- «Southern Journal of Applied Forestry» (США, Society of American Foresters, с 1977)[16]
- «Suomen Puutalous» (Финляндия, Хельсинки, с 1950)
- «Svenska Skogsvardstorenin-gens Tidskrift» (Швеция, Стокгольм, с 1903)
- «Sveriges Skogsvardstorbunds Tidskrift» (Швеция, Стокгольм, с 1920)

## W
- «Western Journal of Applied Forestry» (США, Society of American Foresters, с 1986)[17]
- «World Wood» (США, Сан-Франциско, с 1960)